# Hipoproteinemija
Hipoproteinemija je stanje u kojem je smanjena količina proteina (bjelančevina) u krvi. 
Jedan od najčešćih uzroka je povećan gubitak proteina (npr. mokrenjem - proteinurija - koje se najčešće susreće u sklopu bubrežnih bolesti npr. nefrotski sindrom), a može biti i posljedica smanjenog stvaranja proteina u različitim bolestima (npr. bolesti jetre) ili smanjenog unosa proteina hranom (npr. kvašiorkor).
Poseban oblik hipoproteinemije je smanjena količina albumina u krvi hipoalbuminemija.
Manjak proteina se najčešće prezentira pojavom edema.
|  | Molimo pročitajte upozorenje o korištenju medicinskih informacija. Ne provodite liječenje bez savjetovanja s liječnikom! |